# ファイアーエムブレム トラキア776のディスコグラフィ
- ファイアーエムブレム > ファイアーエムブレム トラキア776 > ファイアーエムブレム トラキア776のディスコグラフィ
- ファイアーエムブレム > ファイアーエムブレムのディスコグラフィ > ファイアーエムブレム トラキア776のディスコグラフィ

ファイアーエムブレム トラキア776のディスコグラフィでは、1999年に日本で発売されたコンピュータゲーム『ファイアーエムブレム トラキア776』関連のディスコグラフィについて記述する。

## オリジナル・サウンド・トラック
『ファイアーエムブレム トラキア776 オリジナル・サウンドトラック』は1999年10月21日に発売された。
『ファイアーエムブレム トラキア776』初のオリジナルアルバムであり、CD枚組である。DISC2の18曲目「エンディング バラード」のカバーソングでもあるシングル『Blow'in in the wind』と同時発売している。
ジャケットは、写真版の閉じた城門の写真を起用している。初回特典は書き下ろしB2サイズポスターを同梱している。
今作品のDISC2、20曲目は『BSファイアーエムブレム アカネイア戦記編』に収録されていた曲で、ユリアーナ・シャノーヴァージョンの方を収録している。

### DISC1
1. Blow'in in the wind（歌：ユリアーナ・シャノー[1]）
2. トラキア776 始まり
3. トラキア776 FEのテーマ（イントロ付き）[2]
4. トラキア776 地図A
5. トラキア776 地図B-A
6. トラキア776 地図B-B
7. トラキア776 地図C
8. トラキア776 出撃
9. リーフ軍、勝利を求めて ベース
10. リーフ軍、勝利を求めて 進撃A
11. リーフ軍、勝利を求めて 進撃B
12. リーフ軍、勝利を求めて 逆境
13. リーフ軍、勝利を求めて 勝利近し
14. リーフ軍、勝利を求めて 敗北近し
15. リーフ軍、勝利を求めて 索敵
16. リーフ軍、勝利を求めて リーフ
17. 脅威、迫りくる ベースA
18. 脅威、迫りくる ベースB
19. 脅威、迫りくる 進撃
20. 脅威、迫りくる 暗黒司祭
21. 脅威、迫りくる 索敵
22. 脅威、迫りくる 最終章
23. 正義をかけて 攻撃
24. 正義をかけて 防御
25. 正義をかけて 回復魔法A
26. 正義をかけて 回復魔法B
27. 正義をかけて 踊り子
28. 正義をかけて クラスチェンジ
29. 正義をかけて ボス戦
30. 正義をかけて レイドリック戦
31. 正義をかけて ベルド戦
32. 正義をかけて 闘技場バトル
33. 正義をかけて レベルアップA
34. 正義をかけて レベルアップB
35. 戦いの中で 危機
36. 戦いの中で 進撃
37. 戦いの中で 運命
38. 戦いの中で 軍隊A
39. 戦いの中で 蛮族
40. 戦いの中で レイドリック
41. 戦いの中で ロプトA
42. 戦いの中で トラキア
43. 戦いの中で ロプトB
44. 戦いの中で 軍隊B

### DISC2
1. 章終り 勝利
2. 章終り 勝利マイナー
3. 章終り アウグスト語るA
4. 章終り アウグスト語るB
5. 章終り ゆけゆけリーフ
6. 章終り 制覇
7. 章の中で 闘技場 受け付け
8. 章の中で 仲間入り
9. 章の中で 出会い、再会
10. 章の中で コミカル
11. 章の中で 教会
12. 章の中で 悲しみ
13. 章の中で サラ
14. 章の中で エーヴェル
15. ゲームオーバー
16. エンディング 戦績
17. エンディング その後
18. エンディング バラード
19. エンディング オルゴール
20. Wind（歌：ユリアーナ・シャノー[1]）

## リアレンジサウンドトラック
『ファイアーエムブレム トラキア776 リアレンジサウンドトラック』はゲームで使用されたBGMのリアレンジ・バージョンを収録した音楽CDである。
『ファイアーエムブレム 聖戦の系譜 オリジナル・サウンド・ヴァージョン』以来となるアレンジCDでもあり『ファイアーエムブレム トラキア776』のセカンドCDアルバムである。今回は編曲、大竹幸尚によるバーチャルオーケストラ演奏のアレンジCDである。曲はメドレーとなっている。
公式HPの「オリジナルサウンドトラック」のコンテンツでは作曲者の辻横とサウンドトラックアレンジャーの大竹のコメントが掲載されている。
ジャケットは黒に近い灰色の地に「776」の文字にトラキア776のタイトルロゴというシンプルなものになっている。帯は黒に近い灰色の地に「776」の文字にリーフの光の剣を入れている。

### 収録曲
1. リーフとともに
2. リーフの騎行
3. レイドリック
4. 印された運命
5. 騎士の結束
6. 大切なもの
7. トラキアの夜明け
8. いつか
9. トラキアに栄光あれ